# 勝沼精藏

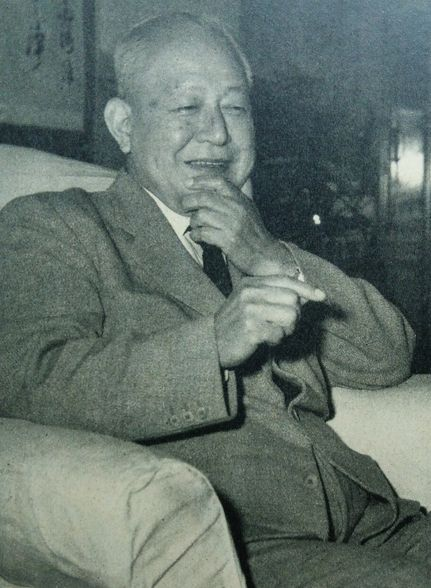
勝沼精藏

勝沼精藏（日语：／ Katsunuma Seizō，1886年8月28日—1963年11月9日）是生於兵庫縣神戶市的醫學家、醫學博士，其専長是血液學、神經學，曾任名古屋帝國大學醫學院教授、第三任名古屋大學校長、第三任国立名古屋病院院長。
勝沼精藏曾被提名1953年諾貝爾生理學或醫學獎。

## 生平
1886年(明治19年)出生於神戶。
1911年(明治44年)自東京帝國大学医学部畢業。
1912年(明治45年)進入東京帝國大学三浦謹之助的三浦内科實習。
1913年(大正2年)在病理学教室擔任勤務。
1918年(大正7年)至法國留學。
1919年(大正8年)於愛知県立医学専門学校教授一職就任，巴黎和會時被安排於産科隨西園寺公望同行。
1923年(大正12年)於愛知医科大学教授一職就任。
1931年(昭和６年)於名古屋医科大学教授一職就任。
1932年(昭和７年)任名古屋医科大学付属病院院長。
1949年(昭和24年)任名古屋大学総長。
1954年(昭和29年)獲頒文化勳章。

## 學經歷・相關人物
- 畢業自靜岡縣立靜岡中學校
- 畢業自第一高等学校
- 擔任西園寺公望的主治醫師直至其逝世
- 倡議成立献体團體不老会（日语：不老会）
- 1926年，「氧化酶的組織学的研究」獲頒学士院賞
- 1943年，確認腦波研究的重要性，在日本組織了一個研究小組（小組後來由本川弘一接掌 [2]，1947年併入腦波研究委員會，1952年改為日本脳波学会。1971年與日本筋電図学会合併為日本脳波・筋電図学会，進一步於2000年更名為日本臨床神経生理学会）
- 1954年11月3日獲頒文化勲章。
- 逝世後於1963年11月10日追贈勳一等旭日大綬章，完成追敘従二位品秩
- 其子勝沼晴雄曾擔任東京大学医学部公衆衛生学教授兼医学部長、杏林大学副学長
- 其姪子勝沼信彦為醫學家，曾任徳島文理大学校長